# Mimetus laevigatus
Mimetus laevigatus là một loài nhện trong họ Mimetidae.
Loài này thuộc chi Mimetus. Mimetus laevigatus được Eugen von Keyserling miêu tả năm 1863.